# غامد
غامد هي إحدى قبائل الأزد وبالتحديد من أزد شنوءة. تقع ديارهم في منطقة الباحة جنوب غرب المملكة العربية السعودية، وينتشرون أيضاً في أودية رنية، بيشة، تربة ووادي الدواسر.

## نسب قبيلة غامد
- تنتسب قبيلة غامد إلى جدهم الأكبر غامد وهو عمرو بن كعب -وقيل عمرو بن عبد الله بن كعب- بن الحارث بن كعب بن عبد الله بن مالك بن نصر وهو شنوءة بن الأزد.[14][15][16][17][18]

قال ابن الكلبي: «سمي غامدا لأنه تغمد أمرا كان بينه وبين عشيرته فستره فسماه القيل الحضوري غامدا»، وقول ابن الكلبي ضعيف لايُعتد به؛ لأن غامد معاصر لفترة أقدم من فترة ظهور الأقيال 150-300 ميلادي.
| غامد | أستنكر أبو حاتم السجستاني والأصمعي قول الكلبي فقالا: ليس إشتقاق غامد من هذا -اي قول ابن الكلبي- بل من قولهم غمدت البئر غمدًا إذا كثر ماؤها. | غامد |

| غامد | وقال القسملي:"وغامد هي الجمرة البينة من جمرات العرب، وهم الذين لم يغشهم أحد من العرب في خيارهم." | غامد |

- أقرب القبائل نسباً لغامد:

أقرب القبائل نسبا لغامد هي قبائل أزد شنوءة الأخرى وهي: قبيلة زهران وبنو لهب وثمالة أيضا.

## التفرعات الأساسية لغامد
- غامد[22][23][24]
  - سعد مناة
    - الدؤل
      - ثعلبة[معلومة 1]
        - ذبيان
          - مازن[معلومة 1]
            - ذُهل

      - مازن
      - كثير
        - عامر

      - والبة
        - سيار
          - ذُهل

        - قابوس
          - شكر[معلومة 2]
          - كبير
          - سحيم

        - طلق
          - معجل
          - زهير
          - بشاش
          - حلال

      - عبد الله
        - مازن
        - يحيي
        - سعيد
        - فروة

      - خثيم
        - سدير
        - الوليد
        - مسعر
        - غاوي
        - قطيعة[معلومة 3]

  - محمية
    - شكر
      - شهم
      - سيل

    - سعد الأكبر
      - سعد الأصغر
      - فجاءة

  - مالك
    - سيار
      - رفاعة
      - هجهاج
      - عبيدة
        - قنازع
        - مسلم
        - زائع
        - طالب

      - الغوث[معلومة 4]

  - ظبيان
    - غنْم
      - سليمان
      - سالم

    - ثعلبة
      - ذهل
        - مالك

## وفد غامد إلى النبي
لقبيلة غامد وفادتان إلى النبي:- 
الوفادة الأولى في مكة:
قدم أبي ظبيان إلى النبي في نفر من قومه منهم الحجن بن المرقع أبو سبرة ومخنف وعبد الله ابنا سليمان و (عبد شمس بن عفيف بن زهير) الذي سماه النبي عبد الله وجندب بن زهير وجندب بن كعب والحارث بن الحارث وزهير بن مخشى والحارث بن عامر وكتب لهم نبي الله كتاب تبياناً لقبيلتهم فيما لهم من أمور دنياهم من بعد أن أسلموا
الوفادة الثانية في المدينة المنورة:
قدم على رسول الله محمد وفد غامد سنة عشر بعد الهجرة وهم عشرة فنزلوا في البقيع وهو يومئذ أثل وطرفاء ثم انطلقوا إلى رسول الله وخلفوا عند رحلهم أحدثهم سناً فنام عنه وأتى سارق وسرق عيبة لأحدهم فيها أثواب له. وانتهى القوم إلى رسول الله فسلموا عليه وأقروا له بالإسلام وكتب لهم كتاباً فيه شرائع الإسلام وقال لهم « من خلفتم في رحالكم» قالوا أحدثنا يا رسول الله قال:« فإنه قد نام عن متاعكم حتى أتى آت فأخذ عيبة أحدكم» فقال أحد القوم: «يا رسول الله ما لأحد من القوم عيبة غيري»، فقال رسول الله: « قد أخذت وردت إلى موضعها» فخرج القوم سراعاً حتى أتوا رحلهم فوجدوا صاحبهم فسألوه عما خبرهم به رسول الله فقال: «فزعت من نومي ففقدت العيبة فقمت في طلبها فإذا رجل قد كان قاعداً فلما رآني ثار يعدو مني فانتهيت إلى حيث انتهى فإذا أثر حفر وإذا هو غيب العيبة فاستخرجتها» فقالوا: «نشهد أنه رسول الله فإنه قد أخبرنا بأخذها وأنها قد ردت» فرجعوا إلى النبي ﷺ فأخبروه وجاء الغلام الذي خلفوه فأسلم.
وأمر النبي أبي بن كعب فعلمهم قرآناً وأجازهم كما كان يجيز الوفود وانصرفوا.

## قبيلة غامد المعاصرة
كانت مشيخة غامد منحصرة قديما في أسرة بيت الغمد وكان آخر شيخ شمل لقبيلة غامد هو الأمير محمد بن عبد العزيز الغامدي الذي توفي في عهد الملك عبد العزيز وهو من قرية الشعبة في بلجرشي وكانت قبلها المشيخة عند الشيخ محسن بن جعال الغامدي من قرية المقارح إحدى أكبر قرى الطلقية ولا يوجد الآن شيخ شمل لقبيلة غامد كما أن أحفاد الشيخ محمد بن عبد العزيز موجودون الآن في المملكة ويعرفون بأسرة آل عبد العزيز.
وقبائل غامد اليوم هي:
- قبيلة بني الجرشي (بلجرشي).
- قبيلة الرهوة.
- قبيلة بني الشهم (بالشهم).
- قبيلة غامد الزناد في تهامة والبادية
- قبيلة بني عبد الله.
- قبيلة بني ظبيان.
- قبيلة بني كبير.
- قبيلة بني خثيم.
- قبيلة بني زهير/الزُهران
- قبيلة آل حلة
- قبيلة رفاعة
- قبيلة الهجاهجة
- قبيلة القنازعة
- قبيلة ال مسلم
- قبيلة الزوايع
- قبيلة آل طالب
- قبيلة البشابشة
- قبيلة الدعاجين

## ديار غامد
تقطن غامد في الحجاز بمنطقة الباحة غربي شبه الجزيرة العربية، والباحة: إحدى قرى غامد وإليها تُنسب المنطقة، يحد ديار غامد وادي تربة شمالًا ووادي تباله جنوبًا ووادي رنيه شرقًا وتهامة غربًا. ويحدها قبائل البقوم والشلاوى وبلحارث من الشمال وسبيع وأكلب من الشرق وخثعم وبلحارث ترج من الجنوب وزهران وقبيلة كنانة من الغرب.
تُقسم قبائل غامد من حيث المسكن إلى ثلاثة أقسام:
- السراة: من رهوة البر في الشمال إلى قذانة في الجنوب.
- تهامة: في مرتفعات تسمى فرعة غامد الزناد تتكون من عدة قرى وعلى جانبي شدا الأعلى الجنوبي والشرقي.
- البادية: في الأودية والسفوح الشرقية والشمالية لجبال السراة ومنها جبل عيسان ووادي بيده ووادي أنيام ووادي المحاليه ووادي مقاق ووادي بالعذمه التي تتكثف فيه تربية المواشي خصوصا الإبل. كان بعض قبائل غامد قديمًا بدو رُحل يتبعون الماء والكلأ، باديتهم أطراف نجد الغربية مابين الخرمة ورنية في الشمال إلى وادي الدواسر في الجنوب وحاضرتهم العقيق، وبفضل التشجيع الحكومي للقبائل بالإستقرار وترك الترحال وذلك بإنشاء الهجر وتوفير الخدمات، إستقر معظم هذه القبائل وكان أخرهم إستقرارًا آل صيّاح[29]، ومن تلك الهجر:

هجرة جرد - هجرة الرهوه - هجرة السحيمه - هجرة صخوان
هجرة الجاوه - هجرة الغربة - هجرة الساق - هجرة الفظا
هجرة الجناب - هجرة جناب الداهش - هجرة الظليف

## التاريخ في العصر الجاهلي
مما لا شك فيه أن غامد من أعرق وأكبر قبائل الجزيرة، وإحدى القبائل المعدودة التي عُرفت بالإسم والتواجد القبلي منذ العصور الجاهلية حتى الوقت الراهن ولا تزال القبيلة في ديارها، كما كان للفتوحات الإسلامية أثر كبير على تغيير ديموغرافية قبائل شبه الجزيرة العربية، وغامد إحدى القبائل التي تأثرت بهذا المد العربي الإسلامي، فذهب الكثير من أبنائها إلى الثغور الإسلامية للجهاد، وهاجر كثير منهم إلى الأمصار الإسلامية شرقًا وغربًا، واندثرت أخبار معظم من غادر أرض الحجاز من القبيلة.
- عند مرور ابرهه الحبشي بمحاذاة ديار الأزد قاصدًا مكة لهدم الكعبة، أرسل للأزد خيلًا، فتصدوا لهم غامد وهزموهم وفي ذلك يقول عبد شمس بن مسروح الغامدي:[30]

أبرز أيام غامد في الجاهلية:
- يوم ذي غلف وكان لهم مع لهب: لهب قبيلة عظيمة من الأزد وكانت رئاسة أزد شنوءه فيهم، وهم اعيف العرب واشتهروا بالكهانة، قال الشاعر الغامدي قصيدة مطلعها:[31]

- يوم الأحسبة وفيه قال الفارس أبو ظبيان الأعرج رضي الله عنه:[32]

- يوم حراق.[33]
- يوم ثرام.[34]
- يوم دوقة.[35]
- يوم عيِار.[33]

## التاريخ في القرون المتقدمة
أسلمت قبيلة غامد ووفد عصبة منهم على النبي ﷺ، وأخبرهم بأن صاحبهم الذي خلفوه في رحالهم يحرسها، أُخذت عيبته: العَيْبَةُ وعاءٌ من أَدَمٍ ونحوه يكونُ فيه المتاعُ وأنها قد ردت فأسلموا، وفي هذا دليل من دلائل النبوة الشريفة.
ساهمت القبيلة إيجابًا في التاريخ الإسلامي، فكان منهم رواة الحديث والقادة والفرسان والولاة، كما شاركوا في معظم المعارك والملاحم الإسلامية كالقادسية، وكان لهم دور فعال في فتوحات الشرق، وبرز من القبيلة عدة بيوتات كان لهم رئاسة الأزد في بلاد الرافدين عامةً وفي الكوفة خاصةً، كما كان لهم في المشرق -دجلة وبلاد ماوراء النهر- إسهامات عديدة؛ نورد فيما يلي البعض من بيوتاتهم وأعلامهم وأشرافهم الذين كان لهم أدوار مهمة في مسرح أحداث القرون الإسلامية الأولى:
|          | \| آل نعيم: \| |
| آل نعيم: |                |

خارطة لِبلاد ما وراء النهر:بحر قزوين وأبرز مُدُنها وقصباتها خِلال القرن الثامن الميلادي.

- عبدالرحمن بن نعيم: والي خراسان الكبرى، وقائد حربها في عهد عمر بن عبد العزيز. ومن أخباره في زمن هشام بن عبد الملك: أرسله هشام مددًا للجنيد، على رأس عشرة آلاف مقاتل من أهل الكوفة، ومن السلاح ثلاثين ألف رمح ومثلها ترسة.[38] وهو أول من اتخذ الخيام في مفازة آمل[39]، كما كان أحد القادة العسكريين الذين دخلوا المدائن وأخضعوها للحكم العباسي.[40]
- المقدام بن عبد الرحمن: والي جوزجان في عهد هشام بن عبدالملك، ذكره الطبري في حوادث سنة 119، وأيضا في ذكر مرور أسد القسري بالجوزجان قال: وأتاه المقدام بن عبد الرحمن بن نعيم الغامديّ في فرسانه وأهل الجوزجان - وكان عاملها - فعرض عليه إنضمامهم لجيشه المكون في معظمه من الأزد وتميم.
- قدامة بن عبدالرحمن: ذكره الطبري مع أخيه المقدام في حوادث سنة 126 هـ في خبر الكرماني مع نصر بن سيار -والي خراسان- ونشوب الخلاف بينهما، قال: ولما أراد نصر بن سيار حبس الكرماني أمر عبيد الله بْن بسام صاحب حرسه، فأتاه به، فقال له نصر: يا كرماني، ألم يأتني كتاب يوسف بْن عمر يأمرني بقتلك، فراجعته وقلت له: شيخ خراسان وفارسها، وحقنت دمك! قَالَ: بلى، قَالَ ألم أغرم عنك ما كان لزمك من الغرم وقسمته في أعطيات الناس! قَالَ: بلى، قال الم أرش عليا ابنك على كره من قومك! قَالَ: بلى، قَالَ: فبدلت ذلك إجماعا على الفتنة! قَالَ الكرماني: لم يقل الأمير شيئا إلا وقد كان أكثر منه، فأنا لذلك شاكر، فإن كان الأمير حقن دمي فقد كان مني أيام أسد بْن عبد الله ما قد علم، فليستان الأمير ويتثبت فلست أحب الفتنة فقال عصمة بْن عبد الله الأسدي: كذبت، وأنت تريد الشغب، ومالا تناله وقال سلم بْن أحوز -صاحب الشرطة- : اضرب عنقه أيها الأمير، فقال المقدام، وقدامة، ابنا عبد الرحمن بن نعيم الغامدي: لجلساء فرعون خير منكم، إذ قالوا: * (أرجه وأخاه) *، والله لا يقتلن الكرماني بقولك يابن أحوز، وعلت الأصوات، فأمر نصر سلما بحبس الكرماني.[41] وأيضًا: في حوادث سنة 128 هـ في أمر والي خراسان نصر بن سيار، والكرماني: ويقال: لما غلظ أمر الكرماني والحارث أرسل نصر إلى الكرماني فأتاه على عهد، وحضرهم محمد بن ثابت القاضي، ومقدام بن عبد الرحمن بن نعيم الغامدي، وسلم بن أحوز، فدعا نصر إلى الجماعة فقال للكرماني أنت أسعد الناس بذلك فوقع بين سلم بن أحوز والمقدام كلام فأغلظ له سلم فأعانه عليه أخوه وغضب لهما السغدي بن عبد الرحمن الحزمي فقال سلم لقد هممت أن أضرب أنفك بالسيف فقال السغدي لو مسست السيف لم ترجع إليك يدك فخاف الكرماني أن يكون مكرا من نصر، فقام وتعلقوا به، فلم يجلس، وعاد إلى باب المقصورة... .[42]
- شديد بن عبد الرحمن.
- محمد بن عبد الرحمن.
- بكر بن محمد بن عبد الرحمن: ذكر عدد من العلماء ومنهم الحلي في القسم الأول من الخلاصة فقال: بكر بن محمد بن عبد الرحمن بن نعيم الأزدي الغامدي، أبو محمد، وجه في هذه الطائفة من بيت جليل في الكوفة «وكان ثقة وعمر عمرا طويلا». وذكره أيضا ابن داود في كتاب رجاله في القسم الأول فقال «بكر بن محمد بن عبد الرحمن الأزدي - بالزاي - الغامدي - بالغين المعجمة - أبو محمد، وجه جليل ثقة كوفي».[43]
- عبد السلام بن عبد الرحمن: من أصحاب علي بن أبي طالب.[44]
- موسى بن عبد السلام.
- المثنى بن عبد السلام.
- جعفر بن المثنى: له كتاب نوادر ذكره الاشعري وأحمد بن محمد: «جعفر بن المثنى بن عبد السلام بن عبد الرحمن بن نعيم الأزدي العطار، ثقة من وجوه الكوفيين، ومن بيت آل نعيم».[45]
- عبد السلام بن نعيم: وزير ديوان الصوافي والقطائع والخزائن، في عهد أبو العباس السفاح.[46]

|          | \| آل سليم: \| |
| آل سليم: |                |

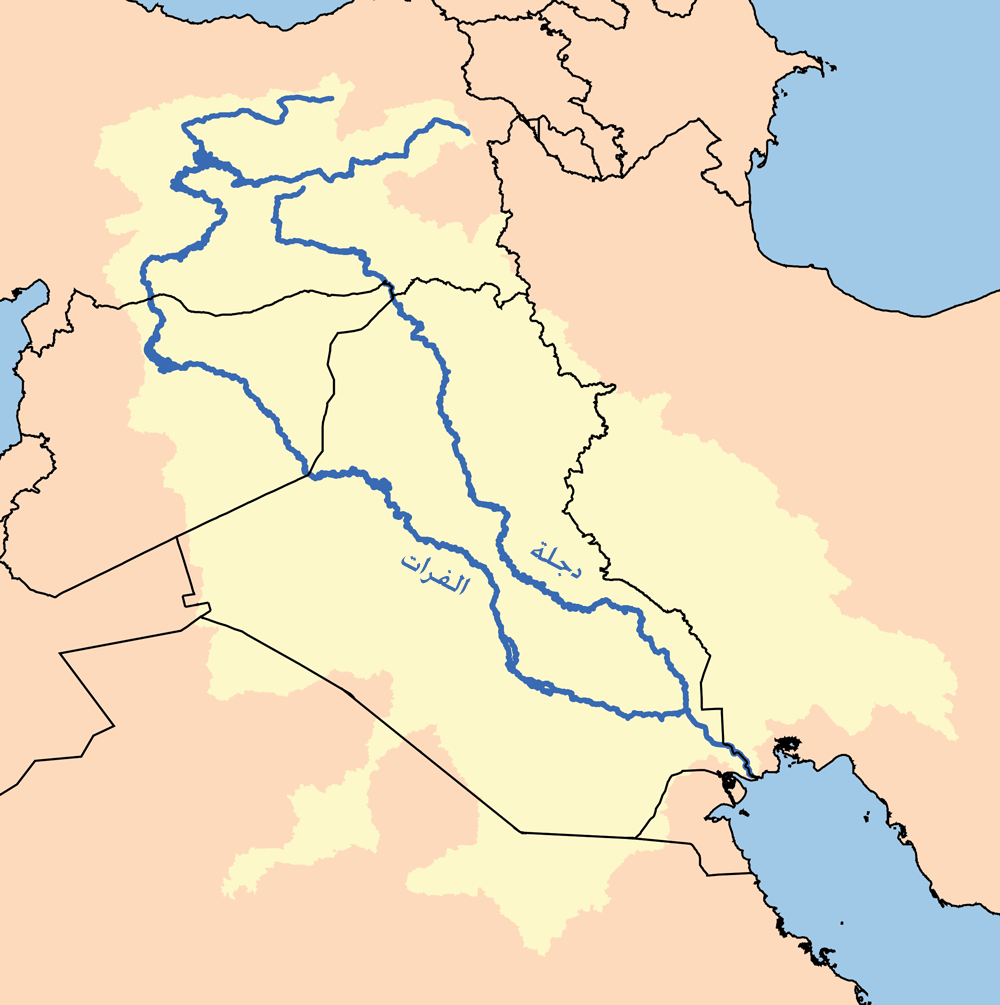
خارطة لبلاد الرافدين قديمًا/العراق اليوم.

- مِخنف بن سليم: أحد رجال الأزد البارزين في عصر صدر الإسلام، شارك في استكمال فتوحات العراق في عهد عمر بن الخطاب، كما ولاه علي بن ابي طالب على أصبهان وهمذان، وهو أحد القادة الأمراء وزعيم الأزد في العراق، وكان ممن وفد على عمر بن الخطاب عندما إستنفر القبائل على إثر خسارة المسلمين في موقعة الجسر، كما وفد على علي بن أبي طالب عندما اِنفضَّ الناس من حوله، فقال علي مثنياً على مِخنف وقومه: «لكن مِخْنَف بنُ سُلَيم وقومه لم يتخلفوا، ولم يكن مثلهم مثل القوم الذين قال الله تعالى: (وإن منكم لمن ليبطئن فإن أصابتكم مصيبة قال قد أنعم الله على إذ لم أكن معكم شهيدا. ولئن أصابكم فضل من الله ليقولن كأن لم تكن بينكم وبينه مودة يا ليتني كنت معهم فأفوز فوزا عظيما». كما شهد مِخنف مع علي قتال الخوارج في النهروان سنة 38 هـ.[47] ثم ولاه علي بن أبي طالب على خراج أرض الفرات حتى أرض بكر بن وائل وما يليهم، وبينما هو على الصدقات أغار النعمان بن بشير على عين تمر، فطلب والي العين مالك بن كعب النجدة من مِخنف بن سليم، فأمده بابنه عبد الرحمن وخمسين رجلاً، قاموا بصد عدوان النعمان بن بشير. وبقي مخنف على جباية الخراج والصدقات حتى قتل الخليفة علي بن أبي طالب في شهر رمضان 40 هـ.
- عبدالرحمن بن مِخنف: ولد في الكوفة عام معركة القادسية 15 هـ، برز في أيام خلافة علي بن أبي طالب، شهد صفين وبعض الأحداث مع أبيه مِخنف، كبير الأزد بالعراق، كما أنه أحد أقوى القادة العسكريين في عهد الخليفة عبد الملك بن مروان الذين تصدوا للخوارج في كثير من المواقع والمعارك، حتى قضى نحبه في أحد تلك المعارك، وفي خبره ما يلي: أن كتاب الحجاج بن يوسف أتى المهلب وعبد الرحمن بن مخنف أن ناهضا الخوارج حين يأتيكما كتابي فناهضاهم يوم الأربعاء لعشر بقين من رمضان سنة خمس وسبعين واقتتلوا قتالا شديدا لم يكن بينهم فيما مضى قتال كان أشد منه وذلك بعد الظهر فمالت الخوارج بحدها على المهلب بن أبي صفرة فاضطروه إلى عسكره فسرح إلى عبد الرحمن رجالا من صلحاء الناس فأتوه فقالوا إن المهلب يقول لك إنما عدونا واحد وقد ترى ما قد لقي المسلمون فأمد إخوانك يرحمك الله فأخذ يمده بالخيل بعد الخيل والرجال بعد الرجال فلما كان بعد العصر ورأت الخوارج ما يجيء من عسكر عبد الرحمن من الخيل والرجال إلى عسكر المهلب ظنوا أنه قد خف أصحابه فجعلوا خمس كتائب أو ستا تجاه عسكر المهلب وانصرفوا بحدهم وجمعهم إلى عبد الرحمن بن مخنف فلما رآهم قد صمدوا له نزل ونزل معه القراء عليهم أبو الأحوص صاحب عبد الله بن مسعود وخزيمة بن نصر أبو نصر بن خزيمة العبسي الذي قتل مع زيد بن علي وصلب معه بالكوفة ونزل معه من خاصة قومه أحد وسبعون رجلا وحملت عليهم الخوارج فقاتلتهم قتالا شديدا ثم إن الناس انكشفوا عنه فبقي في عصابة من أهل الصبر ثبتوا معه وكان ابنه جعفر بن عبد الرحمن فيمن بعثه إلى المهلب فنادى في الناس ليتبعوه إلى أبيه فلم يتبعه إلا ناس قليل فجاء حتى إذا دنا من أبيه حالت الخوارج بينه وبين أبيه فقاتل حتى ارتثته الخوارج وقاتل عبد الرحمن بن مخنف ومن معه على تل مشرف حتى ذهب نحو من ثلثي الليل ثم قتل في تلك العصابة فلما أصبحوا جاء المهلب حتى اتاه فدفنه وصلى عليه وكتب بمصابه إلى الحجاج فكتب بذلك الحجاج إلى عبد الملك بن مروان فنعى عبد الرحمن بمنى وذم أهل الكوفة لعدم اتباعهم رأي المهلب بالتخندق وقولهم لعبد الرحمن إنما خندقنا سيوفنا، فبعث الحجاج على عسكر عبد الرحمن بن مخنف عتاب بن ورقاء وأمره إذا ضمتهما الحرب أن يسمع للمهلب ويطيع فكره ذلك.. .[48] وإثر مقتل عبد الرحمن بن مِخنف، رثاه عددًا من الشعراء منهم حمد بن مسلم، وسراقه بن مرداس الذي قال:[49]

- جعفر بن عبد الرحمن بن مِخنف: قائد عسكري تولى ريع الري، شارك في قتال الخوارج (الأزارقة) وهو قاتل قطري بن فجاءة زعيم الخوارج ثأرًا لدم أبيه.[50]
- حبيب بن مِخنف: قيل صحابي وقيل تابعي، عداده في أهل الحجاز.[51]
- أبي بكر بن مخنف: والي أستان العال: الأنبار في عهد مصعب بن الزبير والي العراق.[52]
- عمر بن مِخنف.
- سعيد بن مِخنف: جد لوط بن يحيى صاحب الأخبار والسير.
- محمد بن مِخنف.
- زهير بن سليم: صحابي، شهد معركة القادسية ومن خبره في القادسية ما يلي: بعد أن غُلبوا الفُرس في القادسية، ولوا مدبرين إلى دير كعب فنزلوا فيه، وكان في استقبالهم النخارجان الذي وجهه يزدجرد مددا، فوقف بدير كعب، وكان لا يمر به أحد من الفل الا حبسه قبله. ثم عبى القوم -أي الفُرس-، وكتبوا كتائبهم واوقفوهم مواقفهم حتى وافتهم العرب، وتواقف الفريقان، وبرز النخارجان، فنادى -بلغته- مرد ومرد، أي رجل ورجل، فخرج إليه زهير بن سليم أخو مخنف بن سليم الأزدي، وكان النخارجان سمينًا بدينًا جسيمًا، وزهير رجلا مربوعًا شديد العضدين والساعدين، فرمى النخارجان نفسه عن دابته عليه، فاعتركا، فصرعه النخارجان، وجلس على صدره، واستل خنجره ليذبحه، فوقعت ابهام النخارجان في فم زهير، فمضغها، واسترخى النخارجان، وانقلب عليه زهير، وأخذ خنجره وادخل يده تحت درع النخارجان، فبعجه وقتله. وكان برذون النخارجان مدربًا: مُثقلً بالعتاد؛ فلم يبرح، فركبه زهير وقد سلبه سواريه ودرعه وقباءه ومنطقته، فاتى به سعدا، فاغنمه اياه، وامره سعد ان يتزيى بزيه، ودخل على سعد، فكان زهير بن سليم أول من لبس من العرب السوارين -في أرض المعركة-.[53]
- محمد بن زهير: تولى إمارة البصرة في عهد هارون الرشيد.[54]
- عبد الله بن زهير.
- الصعقب بن زهير بن عبد الله بن زهير: راوي حديث.[55]
- العلاء بن زهير بن عبد الله بن زهير: راوي حديث.[55]

|          | \| آل مغفَّل: \| |
| آل مغفَّل: |                |

- الحكم بن مغفل: شارك يوم النخيلة.[56]

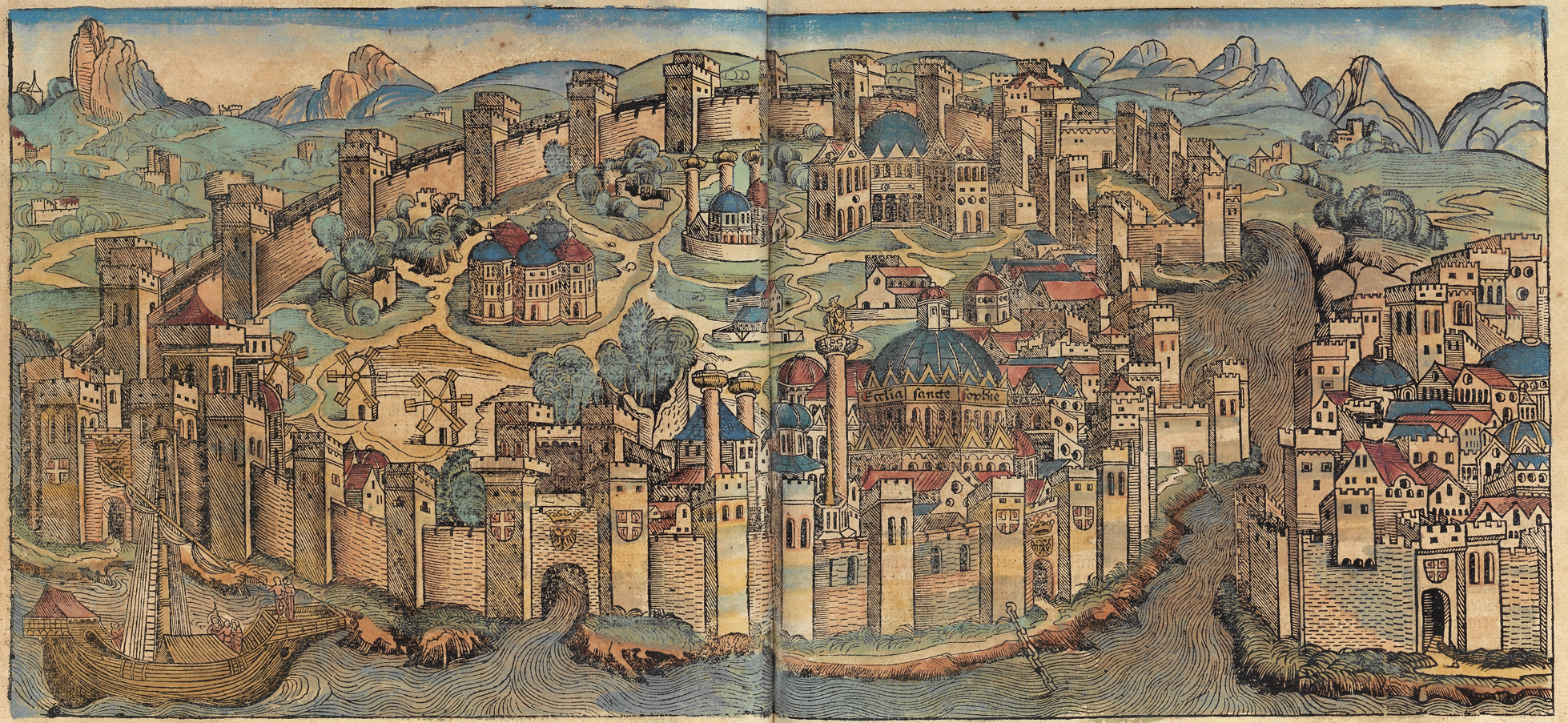
صورة لمدينة القسطنطينية.

- قيس بن مغفل: قيل له صحبه، شارك في القادسية.[57]
- زُهير بن مغفل: شارك في القادسية.[58]
- يزيد بن مغفل: كان على ميمنة معقل بن قيس ضد الخريت بن راشد الناجي الذي خرج على علي بن أبي طالب، كما أرسله المهلب بن أبي صفرة مدد لقتال عبيدالله بن الحر الجعفي، شهد النخيلة وصفين ويها صُرع -في إحدى الروايات-.[56][59][60]
- سفيان بن يزيد: قائد عسكري، كان على ميمنة ابن الأشتر في معركة الخازر ليلة الثأر من مقتل الحسين، انتهت المعركة بمقتل ابن زياد، كما يُنسب إلى سفيان قتل شرحبيل بن ذي الكلاع.[61][62]
- عبد الله بن سفيان بن يزيد: عندما ثار يزيد بن المهلب ضد يزيد بن عبدالملك؛ توافد إليه من الكوفة عدد كبير من الناس، فبعث على أرباع أهل الكوفة الذين خرجوا إليه وربع أهل المدينة عبد الله بن سفيان بن يزيد بن المغفل الأزدي.[63]
- سفيان بن عوف: يُعد من أهم القادة الأمراء الأمويين، قاد عدة فتوحات ومعارك في أرض الروم، وهو القائد الفعلي لأول غزوة إسلامية على القسطنطينية، وهي الغزوة التي أثنى الرسول ﷺ على جيشها؛ حديث: «... أوَّلُ جَيْشٍ مِن أُمَّتي يَغْزُونَ مَدِينَةَ قَيْصَرَ مَغْفُورٌ لهمْ ...» صحيح البخاري.[64] وجاء في كتاب الأعلام للزركلي: سفيان بن عوف الأَزدي الغامدي: قائد، صحابي، من الشجعان الأبطال. كان مع أبي عُبَيْدَة ابن الجَرَّاح بالشام حين افتتحت، ولاه معاوية الصائفتين: (صائفة الغزو في الصيف، وصائفة الميرة في الصيف).[65] وروى الحاكم عن مصعب الزبيري قال: وسفيان بن عوف الغامدي صحب النبي صلى الله عليه وسلم وكان له بأس ونجدة وسخاء وهو الذي أغار على هيت والأنبار في أيام علي فقتل وسبى وإياه عنى علي بن أبي طالب في خطبته حيث قال فيها وإن أخا غامد قد أغار على هيت والأنبار وقتل حسان بن حسان ... .[66] ومن أخباره: حدث العتبي عن أبيه قال: جاشت الروم وغزوا المسلمين براً وبحراً، فاستعمل معاوية على الصائفة عبد الرحمن بن خالد بن الوليد، فلما كتب عهده قال: ما أنت صانع بعهدي؟ قال: اتخذه إماماً لا أعصيه، قال: أردد علي عهدي، ثم بعث إلى سفيان بن عوف الغامدي فكتب له عهده ثم قال: ما أنت صانع بعهدي؟ قال: اتخذه إماماً ما أم الحرم فإذا خالفه خالفته، فقال معاوية: هَذَا وَاللَّهِ الَّذِي لا يُكَفْكَفُ عَنْ عَجَلَةٍ، وَلا يُدْفَعُ فِي ظَهْرِهِ مِنْ بُطَاءٍ، وَلا يُضْرَبُ عَلَى الأُمُورِ ضَرْبَ الْجَمَلِ، فقال له معاوية سِرْ عَلَى بَرَكَةِ اللَّهِ. ومن أخباره: أنه ساح في أرض العدو -الروم- حتى بلغ الزنداق، فلما ثقل وشعر بدنؤ أجله قال للناس: إني لمآبي، فأقيموا عليّ ثلاثة أيام، فأقاموا عليه فمات في اليوم الثالث، وقد أوصى واستخلف، وقال: أدخلوا عليّ أمراء الأجناد والأشراف من كل جند، فوقعت عينه على عبد الرحمن بن مسعود الفزاري، فقال: أدن مني يا أخا فزارة ففعل، فقال له: إنك لمن أبعد العرب مني نسبًا، ولكني قد أعلم أن لك نية حسنة وعفافًا، وقد استخلفتك على الناس، فاتق الله يجعل لك من أمرك مخرجًا، وأرد للمسلمين السلامة ... .[67] فلما مات سفيان بن عوف كتب معاوية إلى أمصار المسلمين وأجناد العرب ينعاه لهم، فبُكي عليه كل مسجد. وقام عبد الرحمن بن مسعود بالأمر بعده فكان معاوية إذا رأى في الصوائف خللا قال واسفياناه ولا سفيان لي، ورثاه الشعراء فقيل:[68]

ومن أعلام غامد في القرون الأولى:
جنادبة الأزد: وهم الذين عناهم ابن عمر  عندما «أخبروه إنَّ المختار يَعمِد إلى كرسي علي فيحمله على بغلٍ أشهب، ويَحُفُّه بالدِّيباج، فيطوف به أصحابهُ ويستنصرون به ويستسقون، ويقولون: هذا مثلُ تابوتِ بني إسرائيل. فقال: فأين جَنَادِبةُ الأزد لا يَعقِرونه؟»، وجنادبة الأزد أربعة جميعهم من غامد:
- جندب بن زهير: شارك في يوم الجمل، ومن أخباره في تلك الوقعة أن خرج علينا صائح كالمنتصح من أصحاب علي فقال: «يا معشر فتيان قريش أحذركم رجلين جندب بن زهير الغامدي والأشتر فلا تقوموا لسيوفهما، أما جندب فرجل ربعة يجر درعه حتى يعفي أثره».[70]
- جندب بن كعب الوالبي: قاتل الساحر في قصر الوليد بن عقبه ومن خبره -في إحدى الروايات- : جاء جندب إلى المسجد والناس فيه مجتمعون على الساحر، وقد التحف على السيف بمطرف كان عليه، فدخل بين الناس فقال: أفرجوا أفرجوا، فأفرجوا له، فدنا من العلج فشد عليه فضربه بالسيف فأذرى رأسه، ثم قال: أحي نفسك. فقال الوليد: علي به، فأقبل به إليه عبد الرحمن بن خنيس صاحب الشرطة، فقال: اضرب عنقه. فقام مخنف بن سليم في رجال من الأزد فقالوا: سبحان الله! أتقتل صاحبنا بعلج ساحر! لا يكون هذا أبداً. فحالوا بين عبد الرحمن وبين جندب. فقال الوليد: علي بمضر. فقام إليه شبيب بن ربعي فقال: لم تدعو مضر! تريد أن تستعين بمضر على قوم منعوا أخاهم منك أن تقتله بعلج ساحر كافر من أهل السواد! لا تجيبك والله مضر إلى الباطل، ولا إلى ما لا يحل! قال الوليد: انطلقوا به إلى السجن حتى أكتب فيه إلى عثمان. قالوا: أما السجن فإنا لا نمنعك أن تحبسه. فلما حبس جندب أقبل ليس له عمل إلا الصلاة الليل كله وعامة النهار، فنظر إليه رجل يدعى دينار ويكنى أبا سنان، وكان صالحاً مسلماً، وكان على سجن الوليد فقال له: يا أبا عبد الله ما رأيت رجلاً قط خيراً منك، فاذهب رحمك الله حيث أحببت، فقد أذنت لك. قال: فإني أخاف عليك هذا الطاغية أن يقتلك. قال أبو سنان: ما أسعدني إن قتلني، انطلق أنت راشداً. فخرج فانطلق إلى المدينة. وبعث الوليد إلى أبي سنان، فأمر به فأخرج إلى السبخة فقتل، وانطلق جندب بن كعب فلحق بالحجاز فأقام بها سنين.[71] ورد في جندب حديث (ضعيف السند) وفيه أن النَّبِيَّ صلى الله عليه وَسَلَّمَ قَالَ: جُنْدُبٌ، وَمَا جُنْدُبٌ! يَضْرِبُ ضَرْبَةً يُفَرِّقُ بِهَا بَيْنَ الْحَقِّ وَالْبَاطِلِ.
- جندب بن عبد الله.
- جندب كعب الظبياني.

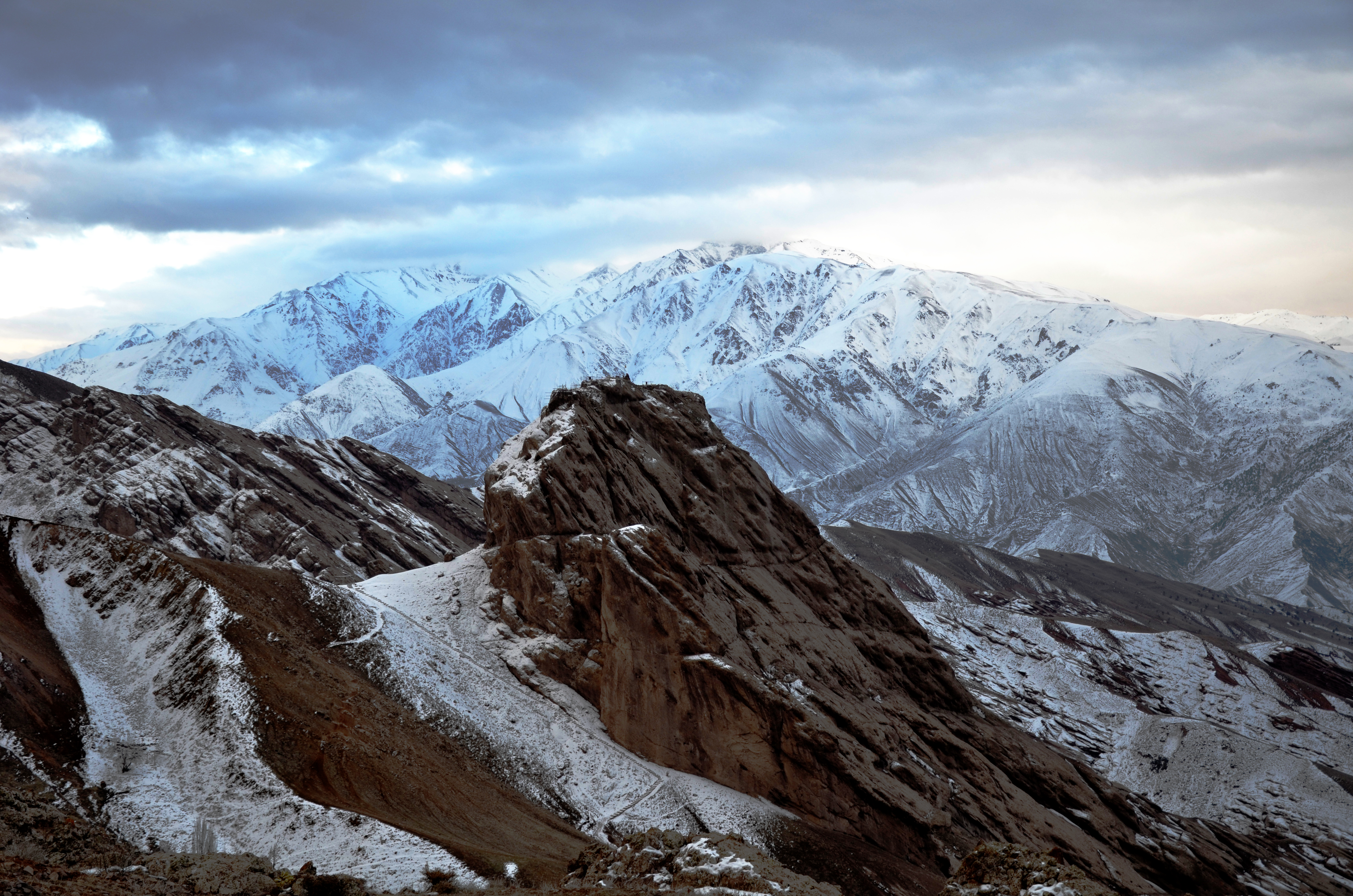
منظر لمرتفعات قزوين.

- منارة وميسرة: وفي خبرهم مايلي: أن البراء بن عازب، لما ولي قزوين سار ومعه عروة ابن زيد الخيل حتى أتى أبهر، فأقام على حصنها وهو من بناء سابور فقاتلوه ثم طلبوا الأمان فآمنهم، ثم غزا قزوين فأظهر أهلها الإسلام فرتب البراء معهم خمسمائة رجل معهم طليحة بن خويلد الأسدي، ومنارة وميسرة الغامديان وجماعة من تغلب على دستبى وغزا البراء الديلم، وكان ميسرة من الذين سكنوا دستبي وأعقبوا بها وعمروا الضياع وكانت لهم بلدة قبالة من السلطان؛ ولذلك سموا متقبلين لتقبلهم البلد من السلطان، فاستقر ميسرة وعمر تلك الأراضيين، وتكاثر أحفاده فيما بين أذربيجان والديلم.[72]

## التاريخ في القرون المتأخرة

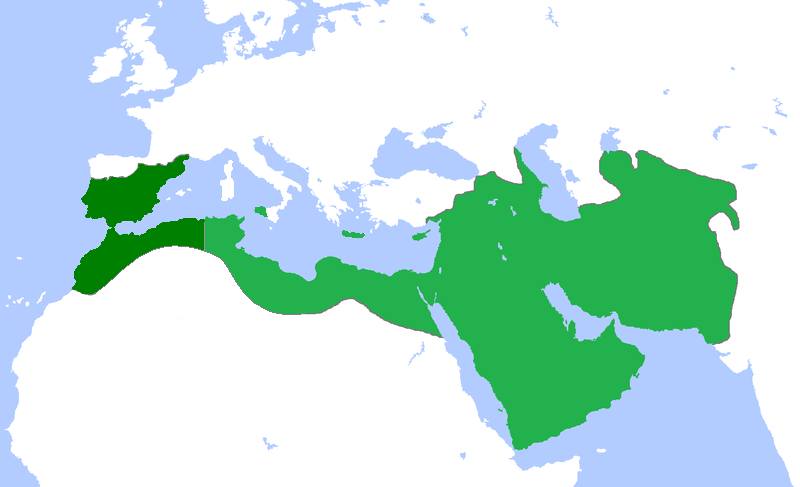
دولة الخلافة العباسية.

الوضع السياسي لبلاد غامد خلال فترة دولتا الخلافة (الأموية - العباسية) وماتلاهما: كانت القبيلة على مدار تاريخها متصلة إداريًا بمكة المكرمة وممثلي دولتي الخلافة فيها، ابتداءً بعتبة بن أبي سفيان عام 41 هـ وإنتهاءً بمحمد بن موسى العلوي عام 306 هـ، حتى استقلت شرافة مكة بالحكم عام 358 هـ؛ فصار اتصال غامد بحكام مكة اسميًا أما فعليًا كان الحكم بأيدي مشائخ القبيلة. لم تكن شرافة مكة مستقلة كليًا عن الخلافة العباسية في جميع أطوارها ودويلاتها: (الطولونية - الإخشيدية - الفاطمية - الأيوبية - الرسولية - المملوكية). بعد سقوط الدولة المملوكية وبروز الدولة العثمانية في الساحة السياسية بعد فتح القسطنطينة، نشئت علاقات ودية بين العثمانيين وحكام مكة؛ والتي انتهت أخيرًا إلى انضمام مكة إلى الدولة العثمانية إداريًا في أزمنة لاحقة، تنوعت درجات السلطة العثمانية في الجزيرة العربية، مابين سلطة شبه مباشرة كالتي في مكة المكرمة والمدينة المنورة وسلطة شكلية على بقية النواحي، كما لم يكن التواجد العثماني ذو ملحوظية تُذكر إلا في أثناء الحملات التي شنها والي مصر على ثوار جنوب الحجاز ونجد -الدرعية-، ولم يرفع علم الدولة العثمانية في مكة إلا في عام 1296 هـ بموافقة الشريف عبد المطلب. كما يجدر الإشارة هنا إلى ان الحقبة التاريخية التي عاصرتها الدولة العثمانية لم يكن بها دولة إسلامية واحدة يعوّل عليها عسكريًا في الدفاع عن مقدرات الأمة سواها؛ مما دعى الساسة العرب إلى التوافق والتحالف (الودي) مع هذه الدولة الإسلامية السنية القوية (آنذاك)، ومن ثم ما لبثت الدولة العثمانية ان ضعفت في أواخر أيامها وفرضت الضرائب وأوقعت الظلم والإهمال برعاياها العرب وصبت جُل الاهتمام -الشحيح- في الحواضر الكبرى وبمكة والمدينة فقط؛ مما أدى إلى ضعف ثم سقوط الدولة، ونشوب الثورات العربية التي تراكمت دواعيها وتعددت مسبباتها.
لم تكن قبيلة غامد بمعزل عن الأوضاع الجارية في مكة المكرمة على اختلاف حقبها التاريخية، بل أن القبيلة جنبًا إلى جنب مع قبائل جنوب الحجاز -خاصةً الشمالية منها- كان لها دور أساسي في كثير من الأحيان في محاولة حِفظ استقرار الاوضاع في مكة على الصعيد العسكري والاقتصادي والسياسي؛ نستطيع استقراء هذا الدور المهم لهذه القبائل في كتب الرحالة مثل: ابن بطوطة وغيره، وكتب المؤرخين المعاصرين لتلك الأزمنة، وايضًا في مدونات وتقارير المستشرقين مثل البريطاني ريتشارد فرانسيس وغيره.

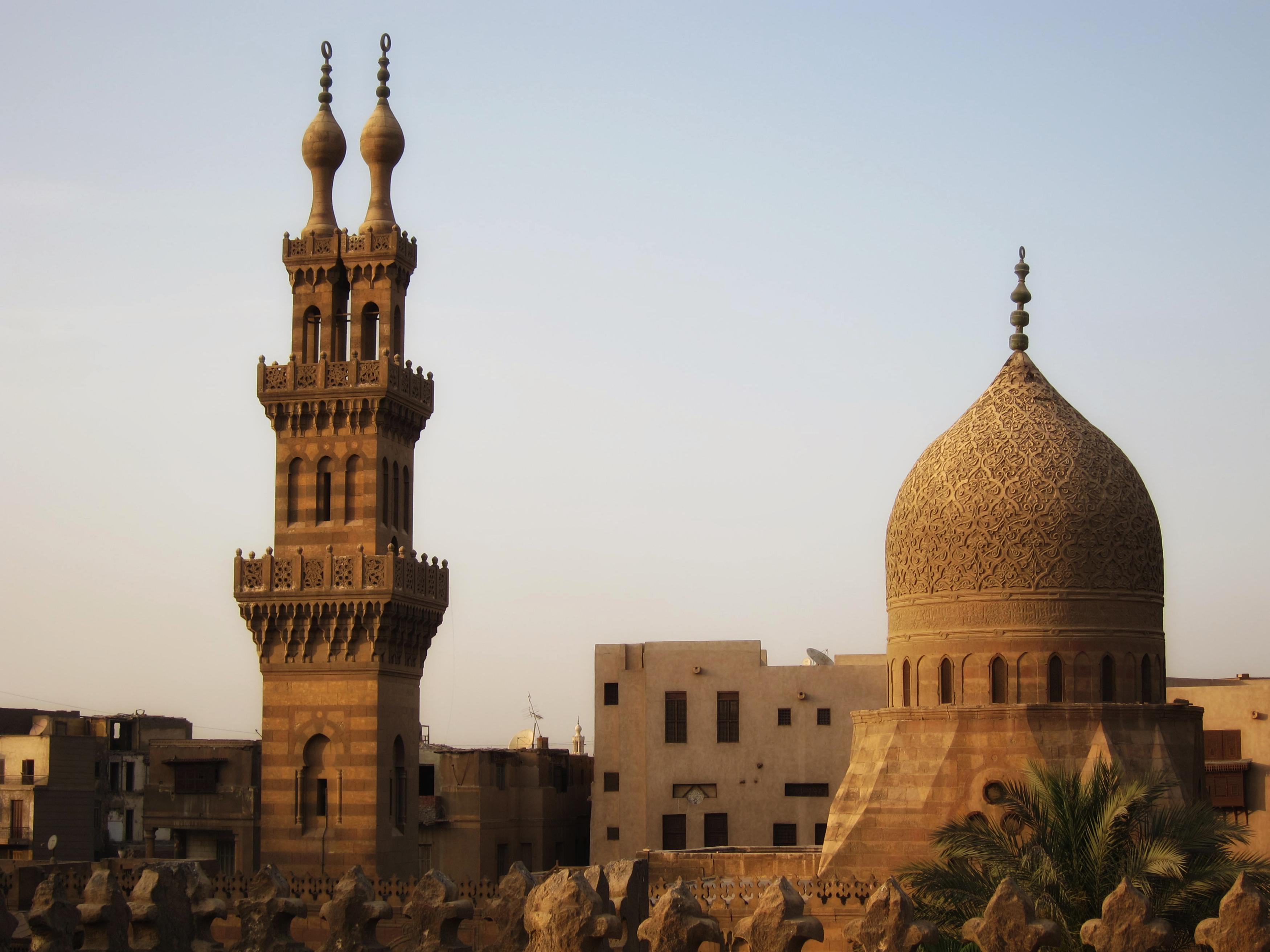
مسجد قاني باي الرماح المملوكي في القاهرة، التي احتضنت الخلافة العباسية بعد سقوط بغداد العاصمة على يد المغول.

- في سنة 812 هـ: استعان حاكم مكة حسين بن عجلان بغامد لصد هجمة متوقعة من حاكم مصر الناصر فرج بن الظاهر برقوق، الذي أمر أمير الحج المصري بعزل حسين بن عجلان عن مكة، لكن الناصر عدِل عن هجومه عندما علم بالإستعدادات الدفاعية المتقنة لحاكم مكة.[82]
- في سنة 837 هـ: غزى رميثه بن عجلان الهاشمي نواحي بيشة وبادية غامد فوقعت بينهم وقعة رميثة الشهيرة التي ذهب ضحيتها رميثه وتم دفنه في نواحي بادية غامد وبيشة.[83][84]
- في سنة 1047 هـ: غزى زيد بن محسن الهاشمي غامد وبني سعد جنوب الطائف.[85]
- في سنة 1083 هـ: قام محسن الهاشمي بالتوجه إلى نواحي بيشة وبادية غامد لجمع جيش؛ يغزو به الأتراك المقيمين في الطائف، وقام هو وجيشه بتلك الإغارة التي لم يُكتب لها النجاح؛ لشدة التحصينات العسكرية العثمانية في الطائف، وقد تكون هذه الغزوة هي أول ثورة مسلحة ضد الدولة العثمانية في الحجاز، بل ربما في الجزيرة قاطبةً.[86][87]

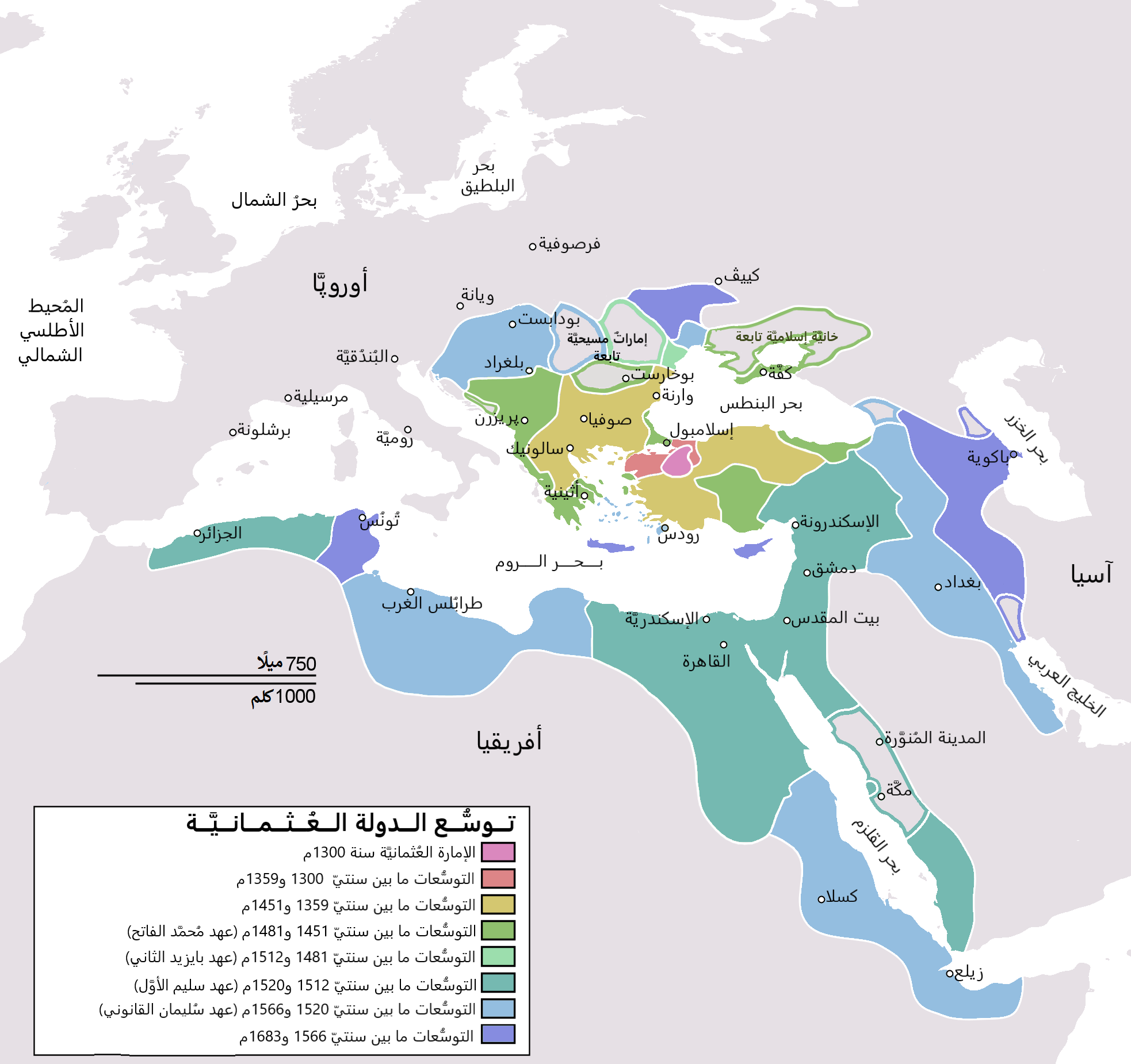
الدولة العثمانية في الفترة مابين 1300-1683 م.

- في سنة 1112هـ: وقيل 1116 إلتجئ سعد بن زيد الهاشمي ببلاد غامد على إثر الخلاف بينه وبين عبد الكريم الهاشمي الذي احتل مكة، فأعانوه قبائل غامد على إحتلال القنفذة، لكن سرعان ما تحرك عبد الكريم للهجوم على القنفذة وبعد عدة هجمات فاشلة، نجح أخيرًا في إستردادها، ففر سعد على إثر ذلك إلى بلاد غامد وليس معه إلاّ ثلاثة من الخيل ومثلها من الركاب، وأستطاع أن يستميل غامد لإسترداد حكمه فنصروه وسار بالجيش -المكون في معظمه من بادية غامد- حتى احتل الطائف، ثم سار بالجيش إلى مكة وكان عبد الكريم لا يزال في القنفذة، فاستعد الباشا رئيس الحامية التركية في مكة للقائه وساعده في ذلك أنصار عبد الكريم، وأعلن الباشا النفير العام في مكة وهرع ومن معه إلى مجلس القاضي كما فعل خصومهم من قبل! واستصدروا حجة شرعية بوجوب القتال والدفاع!، دخل سعد وجيشه إلى مكة فاتحين لها في 29 رمضان من نفس العام بعد أن انتصروا على قوات عبد الكريم في الخريق بجوار المعلاة؛ وهكذا نودي بالحكم لسعد للمرة الرابعة؛ فقام بمكافأة غامد بأراضي واسعه في الجموم/وادي فاطمة، لاتزال عدة عائلات من غامد مستقرة فيها إلى اليوم.[88][89]
- في سنة 1157 هـ: عُقد ميثاق الدرعية بين محمد بن عبدالوهاب ومحمد بن سعود الأول، مما نتج عنه تأسيس الدولة السعودية الأولى.
- في سنة 1207 هـ خرجت بلاد غامد مع شريف مكة غالب بن مساعد على عسير فالتقوا بمكان يسمى الجرف من بلاد غامد مع الجيش العسيري بقيادة غرم بن سعيد العسبلي، ومحي بن الاصلع، وابن مارد، وابن جليّ أمير بلقرن وشمران، ومبارك بن سعد أمير بني عمرو، وضامن أمير خثعم.[90]
- في سنة 1213 هـ: عُقد صلح بين عبد العزيز بن محمد بن سعود وحاكم مكة غالب بن مساعد، نص الصلح على ترسيم حدود القبائل التي أطاعت كل منهما، فكان ممن في حدود حاكم مكة القبائل ما حول مكة والمدينة والطائف وبنو سعد وناصرة وبجيلة وغامد وزهران والمخواة وبارق ومحائل وغيرهم. لم يدم الصلح طويلًا وسُرعان مانُقض بعد سنة من عقده؛ وذلك لتذبذب ولاء القبائل مابين حاكم الحجاز غالب وحاكم نجد عبد العزيز.[91][92]
- في سنة 1217 هـ: جمع معدى بن شار شيخ محائل اثني عشر ألفا من محائل و كنانة وغامد الزناد وأهل المخواة، عازمين هو ومن معه على تملك القنفذة ولم ينجحوا في ذلك.[93]
- في سنة 1218 هـ: وجه عبد العزيز بن محمد حملة عسكرية جرارة بقيادة أمير الحجاز عثمان المضايفي ضد بني كبير من غامد.[94]
- في سنة 1219 هـ: حوصرت مكة وهوجمت جدة، من قبل الجيش السعودي بما فيهم غامد وزهران وكثير من قبائل حرب وقريش وهذيل وقحطان ولحيان والجحادلة وكثير من الاعراب المتاخمين لمكة وغيرهم.[95] ايضًا في شهر رمضان من العام نفسه: وصل ابن شكبان أمير بيشة إلى مكة بما يزيد عن خمسة آلاف مقاتل من بيشة وشمران وغامد وزهران وقحطان، كما وصل عبد الوهاب أبو نقطة أمير عسير بنحو عشرة آلاف مقاتل من قبائل عسير وعربان اليمن فأصبح عددهم مع جند أمير الحجاز المضايفي بالحسينية ثلاثين ألف مقاتل فاشتد بذلك الحصار على مكة.[96]
- في سنة 1224هـ: خرج أمير عسير عبد الوهاب بن عامر المعروف بأبي نقطة بأمر من الإمام سعود الكبير ومعه قرابة العشرين ألف مقاتل من قبائل عسير وقحطان وبني شهر وشهران وغامد وزهران وبيشة وجماعه من عدوان وبوادي الحجاز، وقد أتوا طريق الساحل قاصدين المخلاف السليماني (إقليم في تهامة يمتد من الشرجة إلى حلى)، وعند وصولهم المخلاف خرج لهم حاكمه الشريف حمود بن محمد الخيراتي، وفي صحبته جنود من قبلية يام وحاشد وبكيل وقبائل اليمن، ومعه وزيره الشريف الحسن بن خالد الحازمي، فالتقى الجمعان في نواحي مدينة جازان، واستمر القتال بينهم حتى انتصر الأمير عبد الوهاب أبي نقطة قائد الحملة السعودية.[97][98]
- في سنة 1226 هـ: صدر الأمر من الدولة العثمانية إلى والي مصر محمد علي باشا بتوجيه حملة عسكرية جرارة لإستخلاص الحجاز، فقام محمد علي بإرسال ابنه أحمد طوسون على رأس تلك الحملة التي باءت بالفشل؛ وذلك عقب استنفار سعود الكبير للقبائل، التي توافدت إليه من الحجاز ونجد ووقعت الوقعة الشهيرة في وادي الصفراء بالقرب من المدينة المنورة.[99]
- في سنة 1228هـ: شاركت غامد بقيادة ابن هطامل الغامدي في معركة تربة ضد مصطفى بك وفيها قُتل من العثمانيين ومن معهم قرابة ٤٥٠-٦٠٠ قتيل.[100] ايضًا في نفس السنة: استرد الشريف غالب مكة، وزحف بجيشه إلى الطائف؛ واشتبك مع النجديين ومن والأهم وعلى رأسهم عثمان المضايفي، وانقسمت القبائل القاطنة بين الطائف حتى الباحة مابين مناصرين لغالب ومناصرين لصهره عثمان المضايفي، وبعد اشتباك الطرفين في عدة معارك؛ انتصر الشريف غالب وهرب عثمان المضايفي لكن سرعان ما تم القبض عليه بعد تعرضه للخيانة من قبل أحد القبائل المواليه له. ثم سار الإمام سعود بالناس والجيش من جميع النواحي متوجهًا إلى الحناكية.[101][102][103] ايضًا في نفس السنة: قدم محمد علي باشا من مصر إلى الحجاز؛ لقيادة حملته على جنوب الحجاز ونجد، كما تسلم هو قيادة القوات الموجهة إلى جنوب الحجاز وأوكل إلى ابنه قيادة القوات الموجهة إلى نجد كما طلب الإمداد من مصر وأرسل رسالة إلى السلطان وفيها: «بأن المنطقة الواقعة جنوب الطائف هي مكان تجمع القوى التي تسكن هذه الجبال العالية والوعرة والصعبة، إذ إن هذه القبائل هي المصدر الرئيسي في دعم الدرعية، وهي مركز قلب قوتها، وإذا ما كتب للقانون والنظام أن يسود هذه الجبال سيكون من السهل التفكير في السيطرة على الدرعية وحل هذه المعضلة.»[104][105][106] -القوى: قبائل منطقة عسير وغامد وزهران وقبائل مرتفعات جنوب الطائف-، فأصبح السلطان العثماني يمده بالمؤنة والسلاح والجنود لمواجهة ثوار قبائل جنوب الحجاز.[107]

الدولة السعودية الأولى في اقصى اتساعها في عهد الإمام سعود الكبير.

- في سنة 1229هـ: استطاع الثوار بقيادة طامي بن شعيب هزيمة الحامية العثمانية في القنفذة، ففروا هاربين إلى البحر، وفيها غنموا غامد ومن معهم الكثير من الغنائم، ٥٠٠ من الخيل واكثر من ١٠٠٠ خيمة.[108][109][110] ايضًا في شهر شوال من نفس السنة: غزى الثوار من غامد وزهران وعسير الحامية العثمانية ببلدة الناصرية ببلحارث، وقاموا بتدمير حصونهم واغتنموا كثيرًا من الاسلحة والذخائر والمؤن، ومن ثم انسحب العثمانيين إلى وادي ليه بالقرب الطائف.[111]، وعلى إثر ذلك جهز محمد علي باشا حملة عسكرية لتأديب الثوار والقبض عليهم، فسارت تلك الحملة حتى نزلت وادي قريش بالاطاوله، حيث وقعت المعركة بينهم وبين قبائل جنوب الحجاز ومن ضمنهم غامد بقيادة ابن هطامل، انتهت المعركة بانتصار الثوار وقُتل من القوات العثمانية ما يزيد عن ألف مقاتل.[112] ايضًا في نفس العام توفي سعود الكبير وقامت القبائل من ضمنها غامد بمبايعة ابنه عبدالله.[113]

- في سنة 1230هـ: شاركت قبيلة غامد على رأسهم ابن هطامل مع فيصل بن سعود في معركة بسل.[114][115]
- في سنة 1231هـ: عاد محمد علي باشا إلى مصر، تاركًا جنوده خلفه في عسير، فتعاون عليهم قبائل رجال المع وغامد وزهران، ودحروهم خاسرين برًا إلى الطائف وبحرًا إلى جدة.[116]

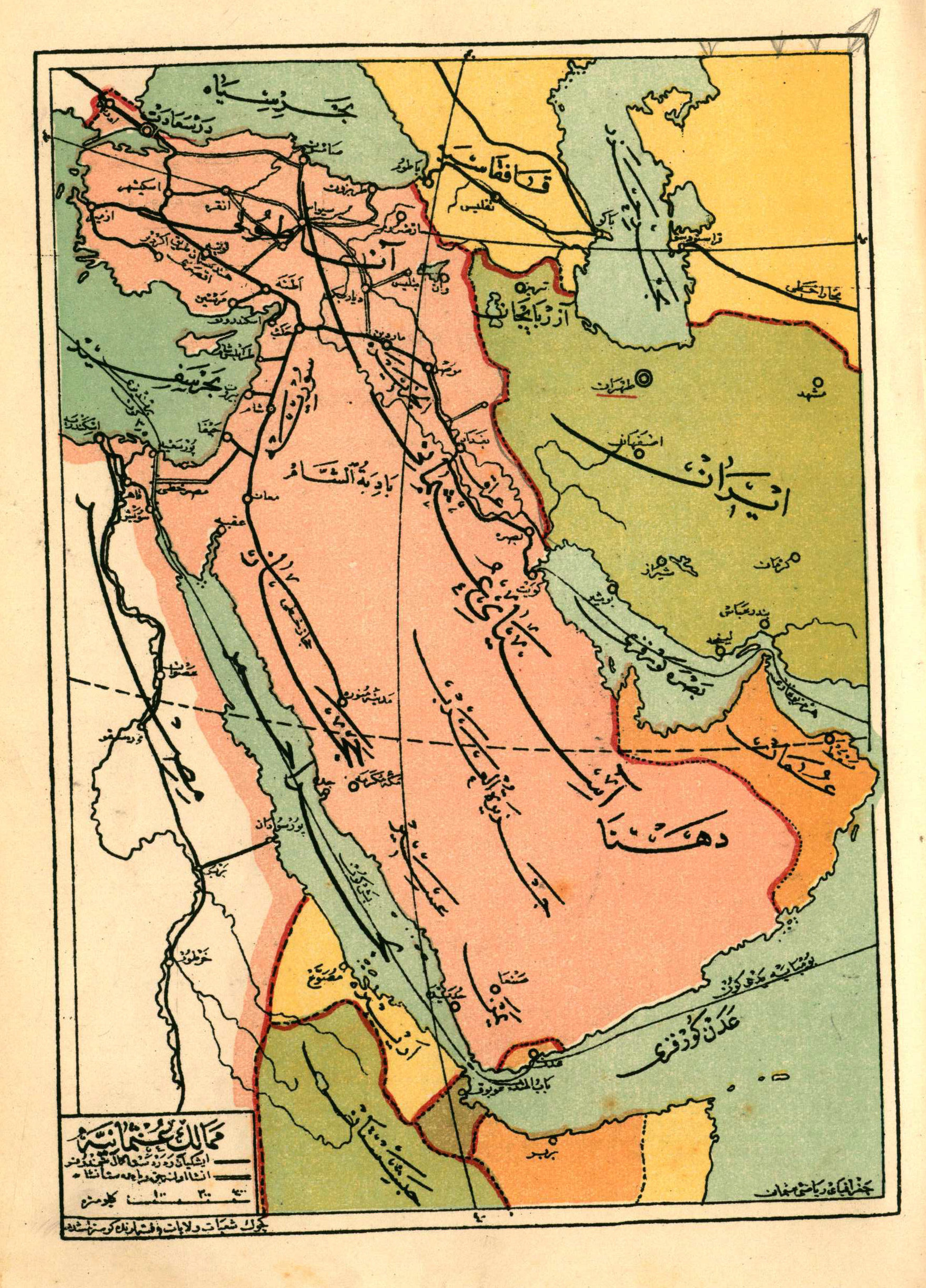
الدولة العثمانية في حوالي سنة 1914 م.

- في سنة 1233هـ: جاءت حملة عثمانية لحرق سوق قذانة وهزمت على ايدي أبناء غامد.
- في سنة 1239هـ: جاءت حملة بقيادة محمد بن عون واحمد باشا لضرب عسير لكنها دمرت من غامد ببلاد غامد.[117]

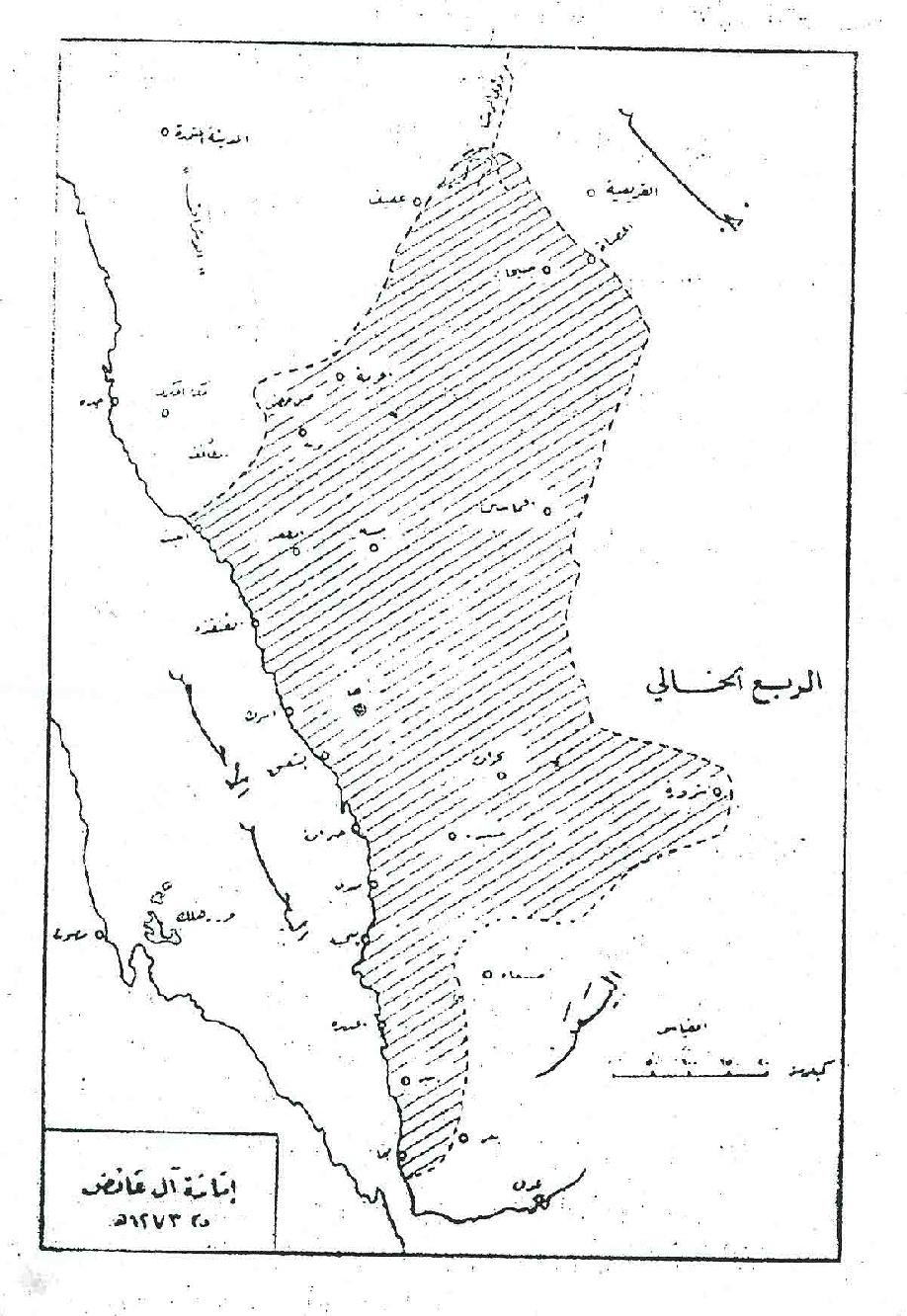
إمارة محمد بن عائض في بعض فترات حكمه.

- في سنة 1249هـ: وقعت معركة بين غامد وهزاع بن عون في الباحة.[118] ايضًا في نفس السنة: ثار عائض بن مرعي على الحكم في مكة؛ وانضمت إليه قبائل بني شهر وبيشه وبلاد غامد وزهران، فهم حاكم مكة محمد بن عبد المعين لقتالهم بعد أن امده محمد علي باشا بجيش من مصر، فخرج من مكة بعد أن أوكل إلى احمد باشا ولاية الحكم في غيابه، وإمداده بلوازم العتاد والذخيرة عند الحاجة. وقد فشلت هذه الحملة في مهمتها بعد أن دامت نحو سنتين.[119][120]

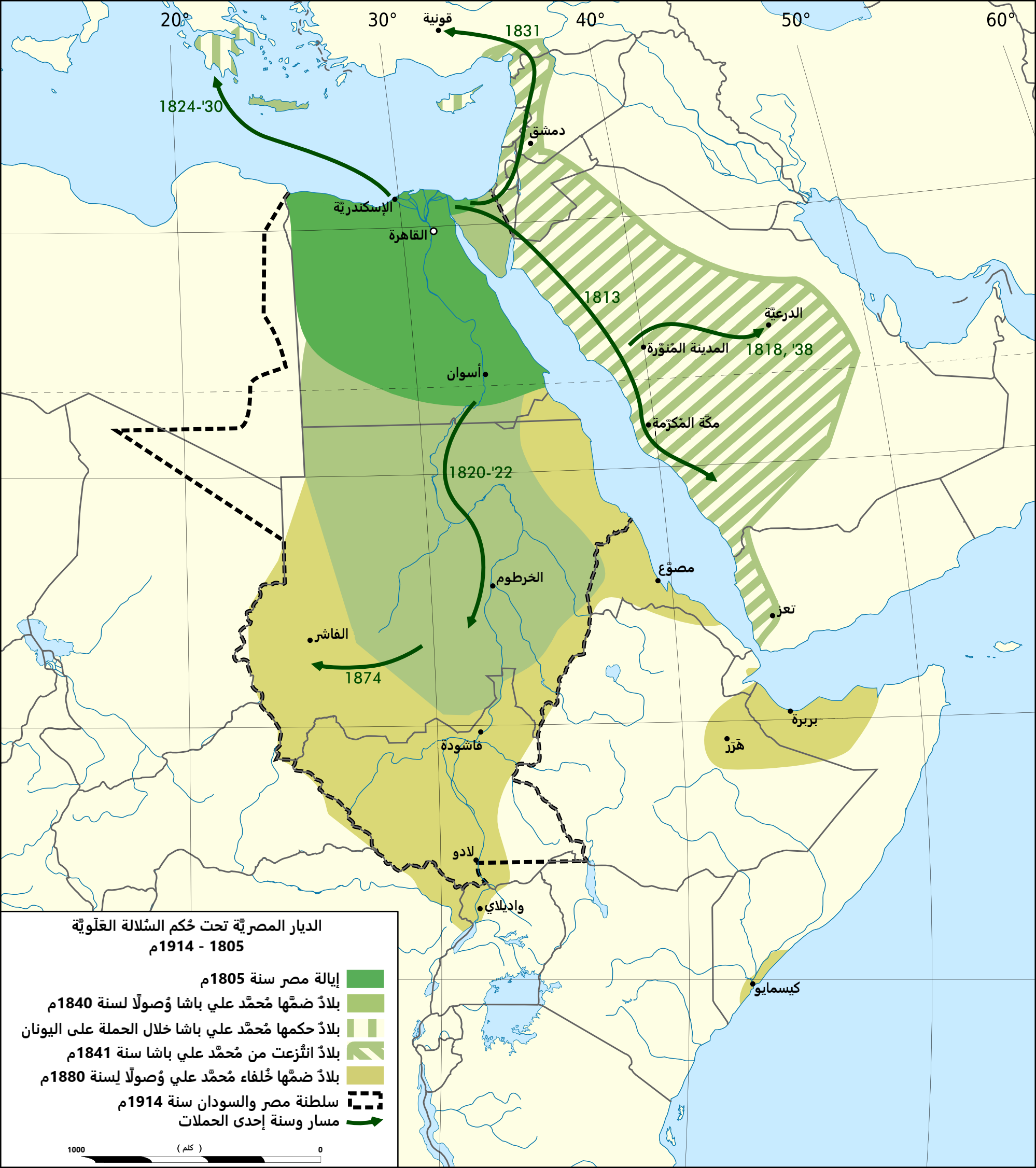
مسار حملات محمد علي وابنه أحمد طوسون باشا ضد جنوب الحجاز ونجد في حوالي سنة 1838م./ 1253 هـ

- في سنة 1253 هـ: أرسل حاكم الحجاز العثماني أحمد شكري يكن رسالة إلى والي مصر محمد علي باشا وفيها: «طلب امدادات لمهاجمة غامد وزهران الذين يشجعون القبائل المجاورة على الصمود، ويتقوى بهما عائض بن مرعي، كما أبدى مخاوفه من التحامهم بآل سعود في نجد»؛ على إثر ذلك ارسل محمد علي تعزيزات مكونه من فرقة فرسان من المغاربة والترك.[121]
- في سنة 1253هـ: وقيل 1254 وقعت المعركة الفاصلة بين قبائل جنوب الحجاز والحملة العثمانية، انتهت المعركة لصالح الدولة العثمانية وتم اسر العديد من مشائخ القبائل ومن ضمنهم عبد العزيز شيخ غامد، وتم إرسالهم إلى مصر.[122][123][124] ايضًا في نفس السنة: سقطت نجد بعد أن وصل خورشيد باشا الذي بعثه محمد علي باشا مددًا لإسماعيل وخالد بن سعود، فنزل في عنيزة ثم سار إلى الوشم ثم توجه إلى الرياض بعد أن ركب معه خالد بن سعود بأهل الرياض، وقصدوا بلدة الدلم التي تحصن فيها فيصل بن تركي ومن معه، انتهت المعركة لصالح الدولة العثمانية وتم اسر فيصل بن تركي وإرساله إلى مصر.[125][126]
- في سنة 1255 هـ: عدلت الدولة العثمانية الهيكلة الإدارية لمناطق نفوذها بما عرف بالتنظيمات العثمانية، خلُصت تلك التعديلات إلى تغيير مسمى إيالة اليمن إلى ولاية اليمن، وأمر والي اليمن أحمد مختار باشا بتبديل المركز الإداري من المخا إلى صنعاء، وضم عسير وتخومها -بما في ذلك بلاد غامد- إلى الولاية العثمانية الجديدة.
- في سنة 1262 هـ: جرت مراسلات بين شيخ غامد احمد بن عبد العزيز مع الإمام فيصل بن تركي.
- في سنة 1268هـ: الفارس ثامر بن ثامر اليسيدي الغامدي يكسر فرسان الشريف عبد المطلب بن غالب ويحتمي الإبل وفيها يقول ثامر:

"واحمى الثلاث من الثمان لا اقبلت
و العشر مالعشرين عند إقبالها".
- في سنة 1268-1269هـ هُزمت الحملة العثمانية التي ارسلها خديوي مصر عباس باشا، والمكونة من الجيش المصري وبادية الحجاز وحرب ومطير على ايدي غامد وزهران وقبائل عسير.[128][129]
- في سنة 1271 هـ: أصدرت الدولة العثمانية قرارًا بمنع بيع الرقيق مما أثار استهجان أهالي مكة؛ فتنادوا بالثورة ضد الدولة؛ واشتبكوا مع الحكومة في قتال عنيف، فلما انتهت الاخبار إلى الشريف عبد المطلب بالطائف غضب للامر وجمع جموعه من القبائل لاعانة أهالي مكة في ثورتهم، فخف الاتراك إلى جدة وتحصنوا بها، وفي هذه الأثناء وصلت جموع عبد المطلب إلى مكة فأعد كامل باشا في جدة عدته لقتاله في جيش من الاتراك وبعض العرب بقيادة عبد الله بن ناصر فمضى الجيش حتى عسكر في بحره ثم تقدم إلى الشميسي وكتب عبد الله بن ناصر إلى رؤساء القبائل وكبار الأشراف في مكة يطلب انضمامهم اليه فأجابوه وشعر عبد المطلب ان جموعه بدأت تتفرق فخف إلى الطائف واستنفر القبائل من بني سعد وغامد وزهران وبني سفيان وثقيف؛ فاجتمعت لديه جموع كثيرة استأنف بهم الهجوم على مكة فلم ينجح في غزوته تلك.[130] ايضًا في 8 شعبان من السنة نفسها: رست في جدة الباخرة التي تقل الشريف محمدا بن عبد المعين بن عون فشد ذلك من عزم الموالين له واقاموا الزينات ابتهاجا بمقدمه ثم ما لبث على اثر وصوله مكة بأيام ان قاد الجيوش المحاربة إلى الطائف فتحصن عبد المطلب فيها اياما ثم هاجموه هجوما شديدا؛ انتهى بانتصار الشريف محمد في شهر رمضان، وتم اسر عبد المطلب وارساله مخفورا إلى دار السلطنة فعفى عنه الحاكم وأقامه في أحد القصور بالاستانة.[131]
- في سنة 1280 هـ: حاولت الدولة العثمانية عن طريق حاكم مصر الخديوي الاستعانة بفيصل بن تركي ضد ثوار قبائل جنوب الحجاز.[132][133]
- في سنة 1281هـ:ـ استعاد حاكم مكة عبد الله بن محمد بن عون بلاد غامد وزهران؛ بعد أن التقى بمحمد بن عائض في المخواة وتم التصالح وديًا على استعادة حكومة مكة لبلاد غامد وزهران، التي كانت قد انضمت إلى والد الأخير في فترة سابقة.[134][135][136]
- في سنة 1287هـ: غامد الحجاز بقيادة بن عقالا الغامدي يكسرون العثمانيين بقيادة عاطف بك والشريف عبد الله بن محمد بن عون ومعه قبائل عتيبة وحرب وقبائل من بادية الحجاز.[137]
- في سنة 1288 هـ: تم صدور أمر عثماني يقضي بمنع حمل السلاح سوى للراعي والمسافر؛ لمنع الثوار من أي أعمال حربية مُتوقعة ضد الدولة.[138] ايضًا في نفس السنة نجحت الدولة العثمانية في القضاء على ثورة أهالي عسير، وقُبض على محمد بن عائض.[139]
- في سنة 1289 هـ: نجحت الدولة العثمانية في القضاء على ثورة أهالي المنطقة من غامد وزهران.[140]
- في سنة 1290 هـ: أُرسلت حملة عسكرية من مكة بقيادة علي باشا ورفعت بك؛ لقمع الثوار، نجحت تلك الحملة وقُبض على بعض مشائخ وأعيان المنطقة من غامد وزهران وتم سجنهم.[141]
- في سنة 1300هـ: وصلت قوات شريف مكة عبد الله وعمر باشا لتعزيز القوات العثمانية المحاصرة في ابها؛ فالتقت بالقوة المشتركة لغامد وزهران وبني شهر التي كانت على حصار أبها، ووقعت بينهم عدة وقعات في بلاد خثعم وشهران وبلقرن انتصر فيها الثوار.[142]
- في سنة 1320هـ: وقعت عدة معارك انتصر فيها ثوار المنطقة على بقايا العثمانيين، ابرزها: 1. معركة رهوة البر 2. معركة صفا عجلان 3. معركة المعرق 4. معركة وادي راش 5. معركة وادي قوب.[143][144]
- في سنة 1329 هـ: توجه حاكم مكة الحسين بن علي على رأس جيش حجازي كثيف العدد والعدة مكون من قبائل غامد والبقوم وسبيع ومطير وهذيل وبني سعد وحرب وعتيبه وثقيف وزهران وذوي حسن وغيرهم إلى أبها في عسير لفك حصار الأدريسي عنها، وعند وصولهم إلى القنفذة انضم إليهم نشأت باشا في جنوده، كما تبعهم بحرًا الطرادت العثمانية؛ لقصف الموانئ التي سيطر عليها الأدارسة. نجح حاكم مكة في استعادة إستقرار الأوضاع في عسير بعد عدة وقعات منها جبال الدرجة والمسوح وشعار.[145][146][147]
- في سنة 1334 هـ: تم إعلان الثورة العربية الكبرى رسميًا؛ ونتج عن ذلك تأسيس مملكة الحجاز.[148]

المملكة العربية السعودية.

- في سنة 1336 هـ – 1338 هـ: تمت مبايعة مشائخ قبائل غامد للملك عبدالعزيز.
- في سنة 1339 - 1340 هـ: شاركت غامد في الحملة التي قادها فيصل بن عبد العزيز ضد حسن بن عائض، التي نتج عنها عدة وقعات منها معركة حجلا ومعركة حرملة وغيرها.[149][150][151]
- في سنة 1343هـ: شاركت غامد مع الملك عبد العزيز في معركة أبرق الرغامة وحصار جدة.[149][152]
- في سنة 1344 هـ: ضم الملك عبد العزيز الحجاز إلى سلطنة نجد وملحقاتها رسميًا، وأصبح المسمى الجديد مملكة الحجاز ونجد وملحقاتها.
- في سنة 1347هـ: شاركت غامد في الحملة السعودية ضد عبد الله بن فاضل.[149]
- في سنة 1351هـ: شاركت غامد في الحملة السعودية ضد الإدريسي.[149]
- في سنة 1351 هـ: تم توحيد أراضي المملكة العربية السعودية.

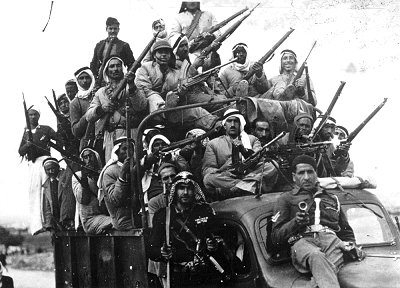
مُقاتلين من القوات السعودية (عسكر/متطوعين) مُتجهين إلى جبهات القتال لتحرير القُدس.

- في سنة 1367 هـ: شارك الجيش السعودي في حروب تحرير فلسطين منذ إعلان الحرب الشاملة على إسرائيل إبتداءً بحرب 48 حتى إنتهاء الصراعات العسكرية الدولية العربية الإسرائيلية. تشكل الجيش السعودي من أبناء معظم قبائل المملكة بما فيهم غامد (عسكريين/متطوعيين)، كما استشهد الكثير في تلك المعارك، وكانت المحصلة النهائية لتلك الحروب: انتصار القوات العربية في العديد من المعارك وخسارة الحرب.[153]
- ومن أخبار القرن الرابع عشر من الهجرة: أخبر عبد القدوس الأنصاري قدوم الميرة على مكة والطائف من أهل الباحة وأبها فيقول: «ومنهم أهل منطقة الباحة ومنطقة أبها، وقد شاهدنا في العقد السابع من هذا القرن الهجري -14-، إتيانهم بالميرة من بلادهم إلى مكة والطائف وقوافلهم من الأبل، وكان من هذه الميرة الشيء الكثير من القمح الممتاز».[154]

بعض المعارك القبلية:
- معركة الثلاث الغامدية: بين بني زهير من غامد ضد بني سعد من عتيبة.[155]
- وقعة هرجاب: بين البشابشة من غامد ضد شهران.[156]
- معركة بجيد: بين ال سيار من غامد وقبيلة أكلب ضد الدولة العثمانية.[157]
- غزوة رفاعة من غامد على سبيع، بقيادة (القرانا) ثنيان بن سالم بن غنام الرفاعي الغامدي ومبارك بن سالم بن غنام الرفاعي الغامدي.[158]
- معركة رفاعة من غامد بقيادة الفارس محسن القعيطري الرفاعي الغامدي ضد سبيع.[159]
- غزوة رفاعة من غامد بقيادة محسن القعيطري الغامدي على بصيص ابن دمشق والشدادين من بني الحارث.[160]
- معركة بين بني زهير من غامد ضد ال ناجم من قحطان وفيها هزموا ال ناجم وسلبت إبلهم.

وفيها قول الشاعر الغامدي: «وخذنا عبيدة في حلال ال ناجم» 
- معركة حمى الفيض: بني زهير من غامد يهزمون بني الحارث.[162]
- معركة بني بشير. بني زهير من غامد ضد بني بشير من زهران وبني عدوان.[163]
- معركة الرضعة: بين غامد الزناد وبني عُمر.[164]
- معركة ريع الزرب بين بعض غامد ضد الشيابين من عتيبة، وفيها قتل شرار العرم الشيباني. وكان لغامد عدة وقعات مع هوازن وبطون عامر بن صعصعة وبني هلال وسبيع.[165]
- معركة بطاط اليماني: بين غامد الزناد ضد بني سهيم من بلقرن.[166]
- حرب العوامر: بين غامد ضد شمران وحوالة.[167]
- معركة بقيادة الفارس مساعد بن جري الغامدي وبعض من غامد ضد شمران وخثعم.[168]
- وقعة بني جرة: بني جرة من بني ظبيان ضد بعض قبائل بيشة بقيادة الأمير عمر الصعيري ومن مشاهير القتلى العقيد مداوي القشيري من بيشة.[169]
- معركة خشم الشايل: في رنية، بين جزء من غامد بقيادة الفارس مزحم بن كليب الغامدي ضد المرازيق من البقوم. وفيها رد مزحم ابله من المرازيق.[170]
- معركة الفوهة: بين بني كبير ضد الحلافات من بني الحارث.[171]
- معركة مالحة: بين بلجرشي وبني جرة من غامد ضد بني عُمر، وفيها استولت بلجرشي وبني جرة على ارض بني عُمر.[172]

## من أعلام غامد
- عبد العزى بن صهل: شاعر جاهلي، وهو القائل:[173]

- زيد بن الأطول: فارس في الجاهلية، وفيه قول الشاعر:[69]

- عبد العزى بن مسروح: شاعر جاهلي.[174]
- مالك بن عوف الغامدي: شاعر جاهلي، وهو القائل:[175]

- عبدالله بن سليم الغامدي: وهو أحد شعرائهم اُشتهر في العصر الجاهلي يعده بعضهم من المخضرمين، وهو أحد شعراء المفضليات.[176]
- ربيعة بن مهرب الغامدي: شاعر جاهلي.[20]
- فراص بن عتيبة الغامدي:[معلومة 5] أحد شعرائهم في الجاهلية، وهو القائل:[20]

- عبد شمس بن مسروح الغامدي.[177]
- مالك: المُلقب باللَّهبة: شاعر جاهلي، وهو خال الصحابي أبو ظبيان الأعرج.[178]
- ربيعة بن مُهربٍ: شاعر جاهلي.[179]
- عمرة بنت وايلة[180][181]، أبوها وايلة بن الدول بن سعد مناة بن غامد، وهي جدة أمية بن أبي الصلت أم أمه رقية بنت عبد شمس بن عبد مناف.
- ضبينة بنت سعد مناة: أم قبائل بني ضبينة من قيس عيلان وإليها ينتسبون.[182]

- ابن عمار الغامدي: أبو جعفر البغدادي، روى عنه الامام النسائي.
- الصحابي صخر بن وداعة الغامدي : راوي حديث.	[183]
- الصحابي مخنف بن سليم الغامدي : والي اصبهان في عهد الخليفة علي بن أبي طالب ، وهو زعيم الأزد في الكوفة[20]
- الصحابي أبو ظبيان الأعرج : فارس وشاعر وفد على النبي، وأحد فرسان العرب الثلاثة كما أخبر القسملي والصحاري، وحامل راية لواء غامد في معركة القادسية.[20]
- الصحابي جندب بن زهير الغامدي : وقتل في وقعة صفين.[20]
- عبد الرحمن بن نعيم الغامدي: والي خراسان في عهد الخليفة الأموي عمر بن عبد العزيز.[20]
- الصحابي حجن بن المرقع الغامدي : وفد على النبي ﷺ.[20]
- الصحابي منيب أبو أيوب الغامدي: معدود في أهل الشام حديثه عند ابن ابنه منيب بن مدرك بن منيب عن أبيه عن جده أنه رأى النبي صلى الله عليه وسلم في الجاهلية وهو يقول: «قولوا لا إله إلا الله تفلحوا...».[184]
- سعيد بن أبي سعيد الغامدي: وهو من شعرائهم في الأنبار.[20]
- الصحابي جندب بن كعب الغامدي : كان في الكوفة، وهو أول من طبق حد السحرة بقتلهم، وهو القائل «حد الساحر ضربةً بالسيف».[20]
- الصحابي سفيان بن عوف الغامدي : قائد وفارس، من أهم القادة الأمراء في عهد الدولة الأموية، ولاه معاوية بن أبي سفيان الصوائف.
- الصحابي الحكم بن المغفل الغامدي .
- يزيد بن المغفل الغامدي: وقتل يوم النخيلة.
- الصحابي زهير بن سليم الغامدي : هو قاتل النخارجان قائد جيش الفرس، وأول من لبس من العرب السوارين في أرض المعركة.
- الصحابي مدرك بن الحارث الغامدي .[185]
- عبد الله بن عفيف الغامدي، تابعي.[186]
- الصحابي حبيب بن مخنف الغامدي:  رواي حديث [187]
- الصحابي عبد عمرو بن كعب الأصم الغامدي [188]
- يزيد بن مالك الغامدي: وهو القائل :[189][190]

وله أيضًا:
- الصحابي عبد الله بن سعد الغامدي: راوي حديث.[191]
- الصحابي سفيان بن يزيد : حضر كتاب النبي ﷺ لغامد[192]،
- الصحابي عائذ بن اللَّهَبة.
- عبد الله بن عائذ بن اللَّهَبة: كان من حلفاء معاوية.[193]
- الحارث بن زهير: شارك يوم الجمل في صف علي بن ابي طالب وقُتل في ذلك اليوم، وفي خبره: أن عمرو ابن الأشرف أخذ بخطام الجمل، لا يدنو منه أحدٌ إلا خبطه بسيفه، إذ أقبل الحارث بن زهير الأزديّ وهو يقول:

واختلفا ضربتين فقتل كل منهما صاحبه. قال جندب بن عبد الله الأزدي: رأيتهما يفحصان الأرض بأرجلهما حتى ماتا، فأتيت عائشة بعد ذلك أسلم عليها بالمدينة فقالت: من أنت قلت رجل من الأزد من أهل الكوفة قالت: هل شهدتنا يوم البصرة قلت: نعم قالت مع أي الفريقين ألنا أم علينا؟ قلت: عليكم؛ قالت: أفتعرف الذي يقول: يا أمّنا يا خير أم نعلم قلت نعم أعرفه قالت: ومن هو قلت: ابن عم لي قالت: وما فعل قلت: قتل عند الجمل وقتل قاتله قال فبكت حتى ظننت أنها لا تسكت.
- عوف بن عبد الله بن الأحمر: شاعر، شهد صفين، وله رثاء للحسين.[195]
- عبد الله بن عوف بن الأحمر: شارك في قتال الخوارج، وفي خبره: اجتمع الخوارج فولوا أمرهم حوثرة بن وداع بن مسعود الأسدي فقام فيهم وعاب فروة بن نوفل لشكه في قتال علي ودعا الخوارج وسار من براز الروز وكان بها حتى قدم النخيلة في مائة وخمسين وانضم إليه فل بن أبي الحوساء وهم قليل فدعا معاوية أبا حوثرة فقال له أخرج إلى ابنك فلعله يرق إذا رآك فخرج إليه وكلمه وناشده وقال ألا أجيئك بابنك فلعلك إذا رأيته كرهت فراقه فقال أنا إلى طعنه من يد كافر برمح أتقلب فيه ساعة أشوق مني إلى ابني فرجع أبوه فأخبر معاوية بقوله فسير معاوية إليهم عبد الله بن عوف الأحمر في ألفين وخرج أبو حوثرة فيمن خرج فدعا ابنه إلى البراز فقال يا أبت لك في غيري سعة وقاتلهم ابن عوف وصبروا وبارز حوثرة عبد الله بن عوف فطعنه ابن عوف فقتله وقتل أصحابه إلا خمسين رجلا دخلوا الكوفة وذلك في جمادى الآخرة سنة إحدى وأربعين.[196]
- خالد بن ناجذ: شهد صفين.[197]
- زهير بن ناجذ: من أشراف الكوفة.[198]
- عبد الله بن ناجذ: أبو صادق له رواية عن علي، وهو من أشرافهم بالكوفة.
- ربيعة بن ناجذ: من أهل الكوفة، تابعي.[199]
- عروة بن زهير بن ناجذ: شارك في قتال الخوارج.[200]
- طارق بن ابي ظبيان: تابعي، من أشراف العراق.[32]
- محمد بن خالد ابن أبي ظبيان: من الفقهاء والمحدثين والحفاظ المقرئين في الشام.[201]
- أبي طلق عدي بن حنظلة: قيل له صحبه.[202]
- زهير بن محمد: كان من كبار الدعاة العباسيين في خراسان، وهو أحد القادة الذين توجهوا إلى قتال ابن هبيرة فانتصروا عليه، وقد تولى سجستان فترة من الزمن بعدما أخمد ثورات الخوارج بها. وله قطيعة الزهيرية في بغداد.[46][203]
- محمد بن عبد الرحمن بن ماعز الغامدي: راوي حديث، روى عن سفيان الثوري حديث: «قَالَ: قُلْتُ يَا رَسُولَ اللَّهِ حَدِّثْنِي بأمر أعتصم به قال صلى الله عليه وسلم قُلْ رَبِّيَ اللَّهُ ثُمَّ اسْتَقِمْ ..إلخ الحديث»، روى عنه ابن شهاب.[204]
- مسافر الشاري: يعتقد بعض الباحثين أن من سلالته حكام الدولة الروادية.[205]
- ابن ابي سفيان الغامدي: شاعر وهو القائل:[206]

- عبد الله الغامدي: شاعر وهو القائل:[207]

- سعد الغامدي: أحد مشاهير القراء، وأحد الأئمة المشاركين في الحرم النبوي الشريف.[208]
- علي بن سعيد الحجاج: أستاذ الفقه بالمسجد النبوي الشريف، أحد تلامذة جامعة الأزهر العريقة.[209]
- أبو الوليد الغامدي: قائد عظيم، مجاهد، قاد فيلق المقاتلين العرب في الشيشان، خلفًا للقائد سيف الإسلام خطاب.[210]
- خالد الغامدي: أحد أئمة الحرم المكي الشريف، وأحد الأئمة المشاركين في الحرم النبوي الشريف.[211]
- أبو يعقوب الغامدي: مجاهد، وقائد عسكري في حرب الشيشان.[212]
- علي الشدوي: قائد فرقة مجاهدين من غامد، في حرب فلسطين 1948 م.
- محمد بن عبد العزيز الغامدي: أخر شيخ شمل لغامد.
- حمد بن قريع: فارس وشاعر، ذُكرت بعض قصائده في مخطوطات تشارلز هوبر (محفوظة في المكتبة الوطنية لفرنسا).[213][214]
- ابن هطامل: جاء ذكره في كتاب الدرر المفاخر: «سقمانه عشرون ألف وخيله ستة آلاف، وهم عشائر متفرقة وقبائل متعددة ذوو صبر للحروب وتنفيس الكروب وحلم عند الغضب، وأيراد للغضب ما بات جادلهم ساغباً ولا إلى غيرهم عنهم واغباً. حدثني عنهم بعض العارفين بهم، أنهم أعرف أهل واجهتهم في الأشباه ومعرفة القبائل والتتبع للآثار ودلالة الطرق وهم رماة صائبون كماة غالبون، مبارز يقصر عنهم لأن الشجاعة شعار منهم.».[215]
- مزحم بن كليب: فارس وشاعر.[216]
- محسن بن جعال: من الأسماء المشاركة في الثورة ضد الدولة العثمانية، تم أسره ثم نفيه.
- صالح بن حابش: من الأسماء المشاركة في الثورة ضد الدولة العثمانية.
- سعيد بن كدسة: أحد أعلام بيشة، كما كان من أهم موردي المؤن والسلاح للقوات العسكرية في عهد الملك عبد العزيز.[217]

## كتب عن غامد
| الكتاب                                                                | المؤلف                          |
| قبيلة غامد أنسابها وتاريخها                                           | أ. خالد بن علي المرضي           |
| بلاد غامد وزهران                                                      | أ. علي صالح السلوك              |
| سلامة اللغة والقصد في تخاطب زهران وغامد الأزد                         | أ. محمد بن زياد                 |
| في سراة غامد وزهران                                                   | أ. حمد الجاسر                   |
| ألحان من غامد وزهران                                                  | أ. صالح الغامدي                 |
| ألوان من تراث غامد وزهران                                             | أ. أحمد سالم عثمان الغامدي      |
| الجامع من تاريخ غامد وزهران في العصر الحديث                           | د. إبراهيم محمد الزيد           |
| الحكم العثماني لبلاد غامد وزهران                                      | أ. عمر شنان المروعي             |
| غامد وزهران السكان والمكان                                            | أ. علي صالح السلوك              |
| غامد وزهران وانتشار الأزد في البلاد                                   | أ. إبراهيم الحسيل               |
| القصائد الحسان من شعراء غامد وزهران                                   | أ. علي محمد سدران               |
| كنوز غامد وزهران العمرانية                                            | أ. سعيد إبراهيم الحسيل          |
| المعجم الجغرافي لبلاد غامد وزهران                                     | أ. علي صالح السلوك              |
| معجم رواة الحديث الأماجد من علماء زهران وغامد                         | أ. عبد العزيز عبد الله الزهراني |
| من أعلام غامد                                                         | أ. علي محمد سدران               |
| الظفير مركز لامارة غامد وزهران في عهد المؤسس الملك عبد العزيز آل سعود | أ. سعد مقبول الغامد             |
| تهامة الثراث والثقافة والطبيعة                                        | أ. مرضي بن خماش بن دمام الغامدي |
| موقف غامد وزهران من الحملة التركية                                    | د. صالح عون الغامدي             |
| العامي الفصيح في كلام غامد وزهران                                     | أ. محمد بن سعيد الغامدي         |
| أحداث وقصائد من بلاد غامد                                             | أ. فهد بن أحمد الغامدي          |

### الملاحظات
1. 1 2  تفرق معظم بنوه في الشام والعراق.
2. ↑  تفرق معظم بنوه في البصرة.
3. ↑  عدادهم في قبيلة عبس.
4. ↑  تفرق معظم بنوه في مصر.
5. ↑  تصحف اسمه فراس/قراص/قَرَّاضٍ.